# Oser Warszawski
Pour les articles homonymes, voir Warszawski.
Oser Warszawski (ou Oyzer Varshavski;  Warszawski ), né le 15 avril 1898 à Sochaczew en Pologne et décédé 10 octobre 1944 au camp de concentration d'Auschwitz, est un écrivain et critique d'art juif de langue yiddish, qui vécut les dernières années de sa vie à Paris.

## Biographie

### Sa vie en Pologne
Oser Warszawski est né en Pologne, à Sochaczew, une ville située à 55 km à l'ouest de Varsovie, dans une famille aisée. Son père, qui a vécu pendant un certain temps à Londres, est adepte de la Haskala (mouvement des Lumières juif). Oser reçoit une éducation traditionnelle juive, puis va enseigner l'hébreu pendant une courte période. En même temps, il se passionne pour l'art de la photographie qu'il maitrise parfaitement.
Il commence à écrire en yiddish pendant la Première Guerre mondiale. En 1920, Isaac Meir Weissenberg (en) publie à Varsovie, son œuvre Shmuglers (Les contrebandiers), un roman en trois parties, illustré avec des dessins de Y. Zaydenbeytel, racontant la vie des Juifs de Pologne pendant l'occupation allemande lors de la Première Guerre mondiale. Le livre fait une grande impression parmi la population yiddishophone de Pologne, Russie et d'autres pays, et est réimprimé plusieurs fois, à Varsovie en 1922, à Kiev et à Vilna (maintenant Vilnius) en 1930. Il est traduit en russe par Yankev Slonim et publié à Moscou en 1927 sous le titre Spekulianty, ainsi qu'en hébreu par H. Yeivin et publié à Tel Aviv en 1930 sous le titre Mavriḥim, roman.
L'écrivain et critique littéraire yiddish Shmuel Niger (en) (1883-1955) écrit: 
« Il nous rend ces contrebandiers si grossiers et brutaux, et peut-être même plus grossiers et plus cruels qu'ils n'étaient dans la vie…Leur description est neuve et tendre, comme un champ prêt à être labouré…La vie rude est peinte rudement. Voilà ce qu'est Shmuglers, une pousse d'une amande pas encore mature mais fraîche et pleinement artistique. »
Le livre est réimprimé beaucoup plus tard à Buenos Aires en 1969.
Après le grand succès de son livre, Warszawski décide de rester à Varsovie. Il continue d'écrire et envoie ses textes à des journaux yiddish dans le monde entier. Il est membre de différentes associations d'écrivains.
Il publie des articles de correspondance dans le Di tsayt (Le Temps) de Londres et de temps en temps, place des histoires dans le Tsukunft (Futur) de New York. In di berg (dans les montagnes) et la première partie de Khalyastre (Le gang) sont publiés en 1922 à Varsovie. Vayberish (Féminin), Dos naye lebn (La nouvelle vie) paraissent en 1922 à New York, Der mundir (L'uniforme, jid. דער מונדיר) et la seconde partie de Khalyastre paraissent en 1924 à Paris.
Il publie des extraits de son nouveau livre Shnit-tsayt (La grande fauchaison) dans la revue Literarishe bleter (Pages littéraires) à Varsovie, et Di royte velt à Kharkov; Albatros est édité par Uri-Tsvi Grinberg à Varsovie et Milgroym (Grenade) à Berlin et Londres.

### Son installation à Paris
En raison de problèmes administratif, il quitte la Pologne en 1923, passe un certain temps à Berlin et à Londres, avant de s'installer en 1924 à Paris. Là, en 1926, il édite une publication titrée Literarishe revi (Revue littéraire), dont un seul numéro peut voir le jour, et dans laquelle il publie son récit In keler bay berele bas (En cellule avec Berele Bas), puis de là dans divers magazine comme le Yidishe velt (Monde yiddish) à Varsovie.
En 1926, son roman Shnit-tsayt est publié par la maison d'édition de Kletskin à Vilna. Ce roman déçoit aussi bien les critiques littéraires yiddish que les lecteurs, qui avaient placé beaucoup d'espoir en lui. Découragé, Warszawski, écrira peu par la suite. Il trouve alors une certaine satisfaction à la fréquentation des cercles artistiques de Montparnasse, et publie des essais sur l'art et les artistes. Entre autres, il publie en 1928 à Paris Pinkhes kremer (Pinchus Krémègne) dans la série Monographes d'artistes juifs et en 1930 à New York Avrom manyevitsh un zayne molerishe verk biz haynt (Abraham A. Manievich et son œuvre en peinture jusqu'à nos jours).
Dans les années 1930, quand commence à Paris la publication de Algemayne entsiklopedye (Encyclopédie générale) financée par le Fond Dubnow, Warszawski effectue un travail éditorial technique, mais reste à distance de la vie des écrivains yiddishs. Il se lie principalement à des artistes plasticiens et côtoie Peretz Markish et Ilya Ehrenbourg lors de leur séjour à Paris.
Ses amis écrivains yiddish regrettent son déclin littéraire et cherchent une explication. Yankev Botoshanski  note: « Il me semble qu'aucun des écrivains parmi nous ne soit tombé, pour ainsi dire, au nadir spirituel comme l'a fait Ozer Warszawski…Il a aperçu l'abysse, et il ne s'est pas rendu compte qu'en dessous de l'eau dans le puits, il y a du sol, que de l'autre côté de l'abysse, il y a des gens avec de nouvelles préoccupations, avec de nouvelles complications. Warszawski n'est pas allé plus loin ».

### La Seconde Guerre mondiale
Lors du déclenchement de la Seconde Guerre mondiale, Warszawski fait face à une crise spirituelle. Il est conscient que des évènements épouvantables sont imminents et plus particulièrement pour les Juifs. Il prépare fébrilement un livre sur les Juifs pendant la Seconde Guerre mondiale. Il prend des notes, enregistre tout ce qu'il voit et tout ce qui est menaçant autour de lui. En mai 1940, quand les Allemands s'approchent de Paris, il part pour Marseille, et de là cherche un moyen de rejoindre l'Amérique. Ayant perdu tout espoir de quitter la France, il se réfugie alors dans un petit village du Vaucluse, Gordes, où lui et sa femme, ainsi que plusieurs autres Juifs, se retrouvent résidents involontaires sous la supervision de la police française.
En 1942, il se rend à Nice puis, quand les Allemands envahissent la zone sud, il se sauve à Saint-Gervais-les-Bains en Savoie, sous occupation italienne. Après la capitulation de l'Italie fasciste, Warszawski décide de se rendre en Italie avec les troupes italiennes en déroute. En septembre 1943, il est à Rome, et pendant plusieurs mois, reste caché dans une prison de Rome. D'après Aba Furmanski, Warszawski est arrêté par la Gestapo le 17 mai 1944, quelques jours avant la libération de Rome par les Alliés le 4 juin 1944. Déporté à Auschwitz, il est assassiné le 10 octobre 1944.
La presse juive d'après-guerre, se référant aux dires de rescapés, rapporte que même en ces moments tragiques, il continuait d'écrire.

## Son œuvre traduite en français
- Oser Warszawski (trad. Aby Wievorka et Henri Raczymow, préf. Henri Raczymow), Les Contrebandiers : roman [« Shmuglars »], Paris, Ed. du Seuil, coll. « Domaine yiddish », 1989, 219 p. (ISBN 978-2-020-10679-5, OCLC 20866427)
- On ne peut pas se plaindre ou Résidences; traducteur: Marie Warszawski; postface de: Lydie Marie Lachenal; éditeur: Liana Levi; collection: Domaine yiddish; 1998;  (ISBN 286746160X et 978-2867461606)
- La grande fauchaison; traducteurs: Rachel Ertel, Henri Raczymow, Bernard Vaisbrot et Aby Wieviorka; postface: Rachel Ertel; éditeur: Denoël; collection: Denoël et d'ailleurs; 2007;  (ISBN 2207256812 et 978-2207256817)
- L'arrière-Montparnasse;  gouaches, aquarelles et dessins de l'auteur; éditeur: Lachenal et Ritter; 1992;  (ISBN 2904388311 et 978-2904388316)
- Marc Chagall - le shtetl et le magicien; éditeur: Lachenal et Ritter; collection: Arts et documents; 1995;  (ISBN 2904388400 et 978-2904388408) (précédemment publié en Yiddish dans la Literarishe revi (Revue littéraire) à Paris en 1926

## Sur quelques œuvres
L'édition Denoël 2007 de La Grande Fauchaison est précédée des Contrebandiers (1920), et suivie de L’Uniforme (1924). La postface de Rachel Ertel, Le désenchantement du monde, ou Oser Warszawski d'une guerre à l'autre (pp. 693-740) donne une synthèse de la trilogie de la Grande Guerre, de l'activité intellectuelle de l'époque en yiddish, et des centres d'action de l'auteur.

### Les contrebandiers
Le roman de 250 pages est une chronique du gros village juif (shtetl) de Sochaczew, en Mazovie, au centre-est de la Pologne, dans les années 1916-1917.
Beaucoup de jeunes hommes sont partis à la guerre du côté russe, et les familles attendant d'avoir de leurs nouvelles, par courrier ou dans les journaux.
Les Allemands sont arrivés en 1915 et depuis leur Kommandantur exercent un contrôle des personnes et des marchandises.
Les rationnements s'imposent, tout comme les laissez-passer.
Les paysans polonais sont surveillés, mais aussi les adeptes du marché noir, dont de nombreux pauvres juifs, particulièrement les charretiers, qui transportent de la farine, du pétrole, du tabac, de la viande, du savon, etc, vers Varsovie, où on se débarrasse du mort, c'est-à-dire de la marchandise.
Les charretiers s'adjoignent des jeunes femmes disponibles (shiksé(s)), pour occuper l'occupant lors des contrôles routiers, et aussi passer du bon temps.
Les confiscations et les amendes sont fréquentes. Et tel ou tel aubergiste sur la route exige le monopole de la revente.
Aman/Haman, le commandant boiteux, a bloqué beaucoup de trafiquants, et détruit beaucoup d'alambics, avec le sergent-major Landsmann et le rond-de-cuir à bésicles Jäger, et certain espion juif. Enfin arrive le nouveau comdant, plus intéressé par son violon et la fête.
Et le trafic peut reprendre. Moins d'un an plus tard, le bon commandant, bien acheté, demande sa mutation, et les problèmes réapparaissent.
Le récit s'intéresse à une centaine de personnages : Pantl (charretier), Mendl (charretier), Glikè, Ourkè, Kopl (charretier), Yankl (meunier), Hana, Shaikè, Itchè (boulanger), Baïlè, Zalpè, Yitè, Berl le Brun, Yitscok Yoïnè (confectionneur) et son fils Leibl, Yosef la Poupée, Piniè la Crécelle, Zacharie le Baudet, Haïml le Roi Liezer, Maïkkèlè (aubergiste), Arèlè (maître-tailleur), Groïnem le borgne, Crâne d'Œuf, Pessah l'aveugle, Mouliè le Blanc, Avroumtchè, Itchè, Faïfkè, Raïtchl, Shmuel le Bossu (cordonnier), Yidl (fabricant d'eau-de-vie), Minkè (la mercière), Yacov Ésaü (fiacre), Boroukh (flûtiste), Avrem (l'artiste), Kasriel le Blanc, Sroulkè la Bonbonne...
Stefka et Stacha et Natcha sont les trois jeunes femmes qui se prostituent et s'associent aux charretiers pour la contrebande. Et beaucoup de femmes, jeunes et moins jeunes se mêlent aux groupes et aux discussions.
Le grand lieu de rencontre est la synagogue, mais elles est menée par les notables, les religieux, les beaux Juifs, les messieurs. Les gens de peu décident d'ouvrir une bibliothèque (bilbothèque) pour se rencontrer entre soi. Et Mendl paie toutes les dépenses. Mais cela déplaît aux notables qui dénoncent ce lieu de perdition. Et cela provoque des bagarres, jusqu'à la synagogue. Mais il y en a d'autres, comme la cave du cordonnier (on dirait un troupeau d'animaux).
Une troupe de militaires, d'ingéneirus et d'ouvriers est accueillie dans le village. De même qu'une troupe d'artistes, à qui on interdit de faire du théâtre en yiddish dans les salles municipales.
Peltè revient d'Odessa avec Mirkè, une créature, une plaie, et avec des informations (recherche de la paix). Un vieux chemineau de passage annonce la révolution en Allemagne, et le départ proche de tous les Allemands...
La vie d'un shetl, de manière anecdotique, réaliste, dramatique, naturaliste, sans tabou, avec beaucoup d'actions et de dialogues, de bagarres et de prières, d'inquiétudes pour la survie de chacun.

### La fauchaison
L'action se déroule dans le bourg de Gouranè, district de Gouranè, autre Sochaczew, en Mazovie, au centre-est de la Pologne, encore Royaume du Congrès (1815-1915), en 1914-1915, sous tutelle russe. Très vite, c'est la mobilisation générale, avec instauration de tribunaux militaires, destruction des alcools, réquisition des chevaux et des jeunes hommes, puis interdiction des journaux.
Parmi les non-Juifs résidents : Ludwig Wiszniecki (soldat pour la Russie, et son fils volontaire Jozef Wizniecki), Ulrich-Laufer-Mittich (Allemands des colonies), Ivan Petrovitch Chabloukine (chef de police, sergent-chef, et son épouse Sofia Vassilevna), Pankovsk (gouverneur), le juge Oulanov et son assistant polonais Glichovzynski, le curé de l'église, les convertis, l'organiste...
Parmi la centaine de personnages juifs : Chaï(el)è Weintraub (soldat en Russie), Naftoli Tenenholz (réservoir à glace), Chinon Zilberlaguer, Moïshè-Yankev, Reb Mechoulem (juge rabbinique, dayan), Chmelek-Télégraphe, Moïshè-Mikhal (maroquinier), Zanvl Khil (associé du précédent), Mortshè (porteur d'eau), Mirl (vieille solitaire), Haïm Goy, Groïnem, Haïm Isroel, Reb Chaïè, Reb Rukhès, Feinchste Graine-de-Potence (indic), Leïzer (Sa Majesté), Fichl (teinturier), Moïshè (vinaigrier), Hanine (portefaix), Cholem (expert en loi rabbinique), Zelik (fabricant de chaussettes, avec Zelikonnè), Vidger (usurier), Rakhmiel le Long, Maczek (colleur d'affiches), Myriam (couturière), Rokelè (sage-femme), Berelè la Contrebasse, Alter (boulanger), Meïerkè (cymbaliste), Haïm (violoniste), Szymanski-élè (empolyé de bureau de la mairie), Khatskl (rimailleur des mariages), Khananiè (portefaix), Leïbouchl Bokht (aide-courtier), Cholem Zamochtchev (grand tanneur, propriétaire de logements), Arieh (boucher), Berich Gutman (marchand fripier en gros), Menachè Rakitner, Sosker-Yossef (savonnier), Zalmen Leibitz (marchand de tissus), Reb Dovidl, Beilè-Hold-Blumè (cuisinière), Zvoulen le Bossu (pilon), Alexandre Grinberg (peintre en affiches), Berich (marchand en gros), Lizinski (magnat), Henrick Hetshl Grinberg (lycéen), Yidè (voleur), la mère Kuznecka (balayeuse à la mairie), Boutchè (cordier), Yochkè (cordonnier), Janek (tambour), Staszek (crieur public), Zanvl le Peureux, Wolf Tzoudatnik Velvl (mercier), Reb Meïer Vaïner, Brakhiïè, Mendl Pourim (usurier), Peretz Kamionka (usurier), Meïer (ferblantier), Moïsseï Yosefovtich, Leigè le muet, Esther-Brotchè, Shiyè (fils de rabbin)...
La plupart des Juifs de Gouranè [sont] des missagdim — rebelles au hassidisme — (p. 611), fréquentent la synagogue, font les prières, les circoncisions, respectent le shabbat, et les décisions du tribunal talmudique, par exemple lorsque Vigder l'usurier exige le remboursement des dettes, et que le tribunal décide de la suspension des dettes et des intérêts le temps de la guerre (qui sera brève). C'est l'occasion d'affirmer la lutte des petits juifs contre les grands juifs : Arieh le boucher déclare Est-ce que je peux le saisir par ses côtes impures et l'écorcher comme une génisse impure, lui et son coffre rouge, Rebbè ? (p. 478), ce à quoi répond le vénéré vieillard Reb Khezkè, fils de Tzodik le Cohen : "Mon avis est le même que celui d'Arieh le boucher, [...] mais je l'aurais dit un peu différemment".
Les femmes sont très présentes, actives, en second plan en général, à part les cinq filles du beau Soskher, Pessè, Guitel, Henelè, Hanè et Zlatkè, les vierges les plus chaudes de Gouranè (p. 486).
La localité assiste au séjour des soldats russes, cosaques, ukrainiens, avec les conséquences prévisibles et imprévisibles, comme ce soldat qui donne un journal russe, qui informe de l'existence de jeunes gens qui refusent l'enrôlement à Saint-Petersbourg et sont déportés en Sibérie. Peu après, le grand duc est là en personne, un peu en arrière de ses troupes, incapable de limiter la débâcle russe devant les avancées allemandes.

### L'uniforme
Le court roman de 60 pages se déroule dans une ville impériale, en Allemagne ou dans une zone germanique, loin de tout shtetl, en 1917-1918. Le récit commence par une parade militaire avec le Kaiser, la suite impériale. Un vieux couple admire la performance, Benedikt et Grete, dont les trois fils sont au front. Seul le chien souffre de devoir se taire.
Bien sûr, chacun le sait, les hommes sont au front, les femmes sont esseulées, les tombeaux se remplissent, et les cartes de rationnement sont nécessaires dans les files d'attente. Dans la famille, il y a Christina (Christinlein), Macha (veuve), et sa fille Frieda. Un des fils, Fritz, est cité dans le journal. Et son meilleur ami, Johann Kreisler, trouve les faveurs de Grete et surtout de Christina.
Benedikt (Dik), petit boutiquier, décide de partir lui aussi servir le Kaiser et sa patrie. Il découvre l'enfer de la guerre. Pire, il retrouve un de ses fils sur une table d'opération. Il éclate, est arrêté, presque condamné, gracié, et renvoyé dans ses foyers.
Mais c'est l'insurrection en Allemagne, le Kaiser en fuite. Benedikt, dérangé, perturbé, perdu, ne reconnaît plus son Allemagne, cherche à se venger. Et le premier étranger qui se présente...

## Autres œuvres
- Dans les montagnes (1922), nouvelle
- Vers la terre chaude (1923), nouvelle
- Monographies d'artistes juifs
- Résidences (1942) ou On ne peut pas se plaindre
- Journal d'Italie